# ام الکلثوم صادق زاده
ام کلثوم (تولد ۱۸۹۹ نوخانی، باکو - مرگ ۱۹۴۴ شماخی) شاعر آذربایجانی.
او خواهر محمدعلی رسول‌زاده، از پایه‌گذاران حزب مساوات و دخترعموی بنیان‌گذار حزب مساوات و صدر شورای ملی جمهوری خلق آذربایجان، محمدامین رسول‌زاده است. 

## زندگی
ام کلثوم، دختر عبدالعزیز صادق‌زاده، در سال ۱۸۹۹‌ در روستای نوخانی در خانواده‌ای مذهبی چشم به جهان گشود. وی از پدرش زبان عربی و فارسی را آموخت.
از سال ۱۹۰۸ نوشتن شعر را آغاز کرد. شعرها و داستان‌هایش در مجلات «اقبال» ، «یئنی اقبال»، «آچیق گؤز»، «قورتولوش»، «دیریلیک»، «مکتب»، «قارداش کؤمکی»، «آذربایجان» چاپ شده است. داستا‌ن‌های او از سال ۱۹۱۴ در مطبوعات منتشر شد. در سال ۱۹۱۵ داستان وی با نام «سولغون چیچک» در مسابقه‌‌ی مجله «قورتولوش» برنده جایزه شد.
در سال‌های ۱۹۱۸ تا ۱۹۲۰، به مناسب تاسیس جمهوری خلق آذربایجان شعرهایی با نام «تورک اردوسو»، «ای تورک اوغلو»، «چکیل، دفع اول!»، «عسگر آناسینا»، «دردلی نغمه»، «یوردوموزون قهرمانلیغینا»، «یوللارینی بکلدیم» سرود. بعد از تهاجم ارتش سرخ به آذربایجان شعرهای «هجران»، «بایراغیم ائنرکن» را علیه اشغالگری نوشت. شعر «بایراغیم ائنرکن» به مناسبت پایین آوردن پرچم آذربایجان از ساختمان مجلس سروده شده است. در سال‌های ۱۹۲۰-۱۹۳۰ این اشعار بین مهاجران سیاسی ترکیه و آذربایجان رواج یافته و محمدامین رسول‌زاده در سال‌های مهاجرت خود از آن‌ها یاد کرده است. بعد از اشغال، وی با خانواده‌اش به شهر خیزی کوچ کرد.
در سال ۱۹۳۷، پس از دستگیری همسرش سید حسین به عنوان همسر «دشمن مردم» دستگیر و به زندان بایل منتقل شد. پس از دستگیری اموال او مصادره و آثارش توقیف شد. در زمانی که در زندان بایل بود، خاطراتی به نام «خاطرات قلعه» نوشت. بعد از چند ماه بازداشت در زندان بایل محکوم به ۸ سال زندان شده و به اردوگاه اصلاح تملاق در جمهوری خودمختار سوسیالیستی موردوویا فرستاده شد.
در سال ۱۹۴۳ با مراجعه به کمیساریای خلق برای امور داخلی اتحاد جماهیر شورووی، طلب آزادی خود را کرد. او در آوریل سال ۱۹۴۴ از زندان آزاد شد.‌ پس از چند روز اقامت در باکو،  اجازه زندگی کردن در باکو به او داده نمیشود. به همین دلیل او به شهر شماخی می‌رود. بعد از چند ماه اقامت در شماخی در ماه سپتامبر سال ۱۹۴۴ در ۴۵ سالگی فوت میشود. وی در گورستان شاه‌خندان دفن شده است.

## خانواده
او خواهر محمدعلی رسول‌زاده، از پایه‌گذاران حزب مساوات و دخترعموی بنیان‌گذار حزب مساوات و صدر شورای ملی جمهوری خلق آذربایجان، محمدامین رسول‌زاده است.
در سال ۱۹۱۶ در اولین اجرای نمایشنامه «مردگان» جلیل محمدقلی‌زاده در تئاتر تقی‌اف با همسرش، سید حسین آشنا شد. آن ها بعدا در سال ۱۹۲۰ ازدواج کردند.
حاصل این ازدواج یک دختر و سه پسر بود. دخترش قومرال صادق‌زاده نویسنده و پسرهایش اوگتای و طغرل نقاش شدند. اوگتای صادق‌زاده عنوان افتخار نقاش خلق آذربایجان را دارد. پسر کوچک او چیغاتای در سن ۲۴ سالگی مبتلا به بیماری سل شده و فوت شد.

## یادبود وی
دخترش قومرال صادق‌زاده در رمان «آخرین خانه‌اش خزر شد» که به پدرش تقدیم کرده بود به طور مفصل درباره مادرش، ام کلثوم صحبت کرده است.
در روز ۱۸ ماه دسامبر سال ۲۰۲۲، در گالری هنر باکو نمایشگاهی به نام «چمن آیری‌سی» به یاد ام کلثوم برگزار شده است.
در ۱۷ دسامبر سال ۲۰۲۲، در تئاتر دولتی تماشاگران جوان جمهوری آذربایجان، درباره حوادثی که برای همسران زندانیان سیاسی‌ که در دوران سرکوب استالینیستی در آذربایجان زندانی شده اند رخ داده است، تئاتر «همسران خائنین به وطن» بر روی صحنه رفته است. این تئاتر همچنین زندگی تراژیک ام کلثوم صادق‌زاده را به نمایش گذاشته است.